# Tomášovce (Lučenec)
Tomášovce (em húngaro: Losonctamási) é um município da Eslováquia, situado no distrito de Lučenec, na região de Banská Bystrica. Tem 14,1 km² de área e sua população em 2018 foi estimada em 1.348 habitantes.

## Demografia
| Ano:        | 1994 | 2004   | 2014 | 2024   |
| ----------- | ---- | ------ | ---- | ------ |
| Broj ljudi: | 1511 | 1500   | 1395 | 1338   |
| Razlika:    |      | -0,72% | -7%  | -4,08% |

| Ano:               | 2023 | 2024   |
| ------------------ | ---- | ------ |
| Número de pessoas: | 1335 | 1338   |
| Diferença:         |      | +0,22% |